# شهدای اوگاندا
شهدای اوگاندا (انگلیسی: Uganda Martyrs) گروهی متشکل از ۲۲ کلیسای کاتولیک و ۲۳ انگلیکان گرویده به مسیحیت در پادشاهی تاریخی بوگاندا بودند. این پادشاهی اکنون بخشی از اوگاندا است. آنها بین ۳۱ ژانویه ۱۸۸۵ تا ۲۷ ژانویه ۱۸۸۷ اعدام شدند. آنها به دستور موانگای دوم، کاباکای بوگاندا (پادشاه) بوگاندا کشته شدند.